# بن‌بست (فیلم ۱۳۸۷)
بن‌بست (فیلم ۱۳۸۷) فیلمی به کارگردانی مرتضی آتش زمزم و نویسندگی جلال‌الدین دری ساختهٔ سال ۱۳۸۷ ، داستانی با موضوع انرژی هسته‌ای و با مضمونی جاسوسی است.
تمام فیلمبرداری در لبنان و در مناطق بیروت و بکفیاه و ظهورالشویر و صور و صیدا بوده و بازیگران آن همگی از کشور لبنان هستند.

## خلاصه
میشل ابوفاضل دیپلمات لبنانی مقیم ایران است.او و همسرش آیدا برای تعطیلات و دیدن اقوام به لبنان باز می‌گردند، اما حادثه‌ای مسیر زندگی آنها را به هم می‌ریزد.

## بازیگران
- مجدی مشموشی
- کارتیا کعده
- نعمه بدوی
- پولین حداد
- تینا جروس
- رانیا سلوان